# Les Amazones d'Afrique
Les Amazones d'Afrique es un supergrupo de música del mundo contemporáneo formado en Malí en 2015 con Kandia Kouyaté, Angélique Kidjo, Mamani Keita, Rokia Koné, Mariam Doumbia, Nneka, Mariam Koné, Massan Coulibaly, Madina N'Diaye, Madiaré Dramé, Mouneissa Tandina y Pamela Badjogo. La composición de esta formación va cambiando. El nombre del grupo hace referencia a las Amazonas de Dahomey, que fueron un regimiento militar femenino entre los siglos XVII y XIX en lo que hoy es Benín.

## Trayectoria
Les Amazones d'Afrique dieron su primer concierto en la Fiesta des Suds de Marsella en octubre de 2015. La primera canción que lanzaron fue I Play The Kora, una canción que va mucho más allá del término a menudo simplista, música del mundo. Su mensaje es animar a las mujeres a que se unan para cantar sobre cómo deben «levantarse y luchar contra la injusticia porque todos somos iguales». Los beneficios de la venta del disco se donaron a la Fundación Panzi, dirigida por la doctora Mukwege en Bukavu (República Democrática del Congo), que ha brindado apoyo terapéutico a más de 80.000 mujeres, de las cuales cerca de 50.000 son víctimas de violencia sexual y mutilación genital femenina. La kora, un instrumento parecido a un arpa originario de África Occidental, funciona como una metáfora porque tocar la kora ha sido negado a las mujeres durante años. Solo los hombres tenían este privilegio.
Después de su primera actuación en el Reino Unido en WOMAD Charlton Park, en julio de 2016, Les Amazones d'Afrique firmaron con Real World para el lanzamiento de su álbum debut, République Amazone (2017).

## Discografía
- 2017 - République Amazone (Real World)[9]
- 2020 - Amazones Power (Real World)